# Duplicati
Duplicati — клиент-серверное программное обеспечение для резервного копирования под Linux, MacOS и Windows, распространяемое по свободной лицензии (GPL v2). Duplicati позволяет выполнять резервное копирование зашифрованных и сжатых копий локальных файлов на облачные службы хранения и удаленные файловые серверы.
Поддерживает различные сервисы резервного копирования: OneDrive, Amazon S3, Backblaze, Rackspace Cloud Files, Tahoe LAFS и Google Drive. Позволяет создавать резервные копии на любых серверах, поддерживающих SSH/SFTP, WebDAV или FTP.